# Séverine Beltrame
Séverine Beltrame (Montpellier, 1979. augusztus 14. –) francia teniszezőnő. 2005–2008 között férje nevén, Séverine Brémond néven versenyzett.
2002–2013 közötti profi pályafutása során két alkalommal játszott döntőt párosban WTA-tornán, emellett egyéniben nyolc, párosban tíz ITF-tornát nyert meg. Legjobb világranglista-helyezését egyéniben 2007 februárjában érte, amikor a 34. helyen állt, párosban 2007 júniusában a 85. helyig jutott. A Grand Slam-tornákon a legjobb eredményét a 2006-os wimbledoni teniszbajnokságon érte el, ahol a negyeddöntőig jutott.
2005–2009 között tagja volt Franciaország Fed-kupa-válogatottjának, amellyel 2005-ben és 2007-ben a világcsoportban elődöntőt játszott.
2013 májusában, a Roland Garros után döntött úgy, hogy befejezi profi pályafutását.

## Eredményei Grand Slam-tornákon

### Egyéniben
| Torna           | 2009   | 2008   | 2007   | 2006   | 2005   | 2004   |
| --------------- | ------ | ------ | ------ | ------ | ------ | ------ |
| Australian Open | 2. kör | 1. kör | 1. kör | 1. kör | 1. kör | –      |
| Roland Garros   | 1. kör | 1. kör | 1. kör | 1. kör | 2. kör | 1. kör |
| Wimbledon       | 1. kör | 1. kör | 2. kör | 1/4D   | 2. kör | 1. kör |
| US Open         | 1. kör | 4. kör | 2. kör | 2. kör | 1. kör | 2. kör |

## Év végi világranglista-helyezései
| Év       | 1999 | 2000 | 2001 | 2002 | 2003 | 2004 | 2005 | 2006 | 2007 | 2008 | 2009 | 2010 | 2011 | 2012 | 2013 |
| Helyezés | 591. | 480. | 339. | 238. | 147. | 95.  | 102. | 39.  | 104. | 93.  | 150. | 204. | 261. | 252. | –    |